# Faldsled Havn
Faldsled Havn er en lystbådehavn på Fyn ved Helnæsbugten. Den rummer pladser i forskellig størrelse og er fra 2009 blevet udvidet med 25 pladser. I yderhavnen er vanddybden mellem 2 – 2,5 meter. På havneområdet er der en kiosk i sommerhalvåret. I umiddelbar nærhed af havnen ligger den kendte Falsled Kro og Falsled Vandrehjem. 
|  | Denne artikel om en bygning eller et bygningsværk kan blive bedre, hvis der indsættes et (bedre) billede. Du kan hjælpe ved at afsøge Wikimedia Commons for et passende billede eller lægge et op på Wikimedia Commons med en af de tilladte licenser og indsætte det i artiklen. |

55°9′10″N 10°8′40″Ø / 55.15278°N 10.14444°Ø